# Dameon Pierce
Dameon Pierce (geboren am 19. Februar 2000 in Bainbridge, Georgia) ist ein US-amerikanischer American-Football-Spieler auf der Position des Runningbacks. Er spielte College Football für die Florida Gators. Im NFL Draft 2022 wurde Pierce in der vierten Runde von den Houston Texans ausgewählt.

## Highschool und College
Pierce besuchte die Highschool in seiner Heimatstadt Bainbridge, Georgia, und spielte erfolgreich für sein Highschoolfootballteam, sodass er zahlreiche Stipendienangebote von College-Football-Programmen erhielt. Ab 2018 ging Pierce auf die University of Florida, um College Football für die Florida Gators zu spielen. In seinen ersten beiden Jahren war er kein Stammspieler, dennoch konnte er bereits als Freshman mit 69 Läufen für 424 Yards und zwei Touchdowns eine größere Rolle einnehmen. Nach dem Abgang von La’Mical Perine in die NFL war Pierce ab 2020 Starter bei den Gators. In der Saison 2020 kam Pierce in 12 Spielen bei 106 Läufen auf 503 Yards und vier Touchdowns. In seinem vierten und letzten Jahr am College verzeichnete er in 13 Spielen 100 Läufe für 574 Yards und 19 gefangene Pässe für 216 Yards. Obwohl Pierce trotz seiner Position als Stammspieler relativ selten den Ball erhielt, gelangen ihm dabei insgesamt 16 Touchdowns.

## NFL
Pierce wurde im NFL Draft 2022 in der vierten Runde an 107. Stelle von den Houston Texans ausgewählt. Dank einer überzeugenden Saisonvorbereitung und einem Durchschnitt von 7,8 Yards pro Lauf in der Preseason konnte Pierce sich gegen Rex Burkhead und Marlon Mack durchsetzen und ging als Starter in seine erste NFL-Saison. Er kam in seiner ersten NFL-Saison in 13 Spielen als Starter auf 220 Läufe von 939 Yards und vier Touchdowns sowie 30 gefangene Pässe für 165 Yards und einen weiteren Touchdown. Aufgrund einer am 14. Spieltag gegen die Dallas Cowboys erlittenen Knöchelverletzung verpasste Pierce die letzten vier Partien der Spielzeit.
In der Saison 2023 kam Pierce im neuen Offensivsystem unter Head Coach DeMeco Ryans und Offensive Coordinator Bobby Slowik nicht gut zurecht und verlor seine Position als Starter an Devin Singletary. In 14 Spielen erlief er bei 145 Versuchen 416 Yards und Touchdowns und verzeichnete damit mit 2,9 Yards pro Lauf den schlechtesten Durchschnitt der NFL unter Runningbacks mit mindestens 100 Versuchen (geteilt mit Jamaal Williams). Als Kick Returner gelang Pierce am 16. Spieltag ein Kickoff-Return-Touchdown über 98 Yards.

### NFL-Statistiken
| Saison                             | Team  | Spiele | Spiele | Rushing | Rushing | Rushing | Rushing | Rushing | Receiving | Receiving | Receiving | Receiving | Receiving | Fumbles | Fumbles |
| Saison                             | Team  | GP     | GS     | Att     | Yds     | Avg     | Lng     | TD      | Rec       | Yds       | Avg       | Lng       | TD        | Fum     | Lost    |
| ---------------------------------- | ----- | ------ | ------ | ------- | ------- | ------- | ------- | ------- | --------- | --------- | --------- | --------- | --------- | ------- | ------- |
| 2022                               | HOU   | 13     | 13     | 220     | 939     | 4,3     | 75      | 4       | 30        | 165       | 5,5       | 16        | 1         | 4       | 2       |
| 2023                               | HOU   | 14     | 7      | 145     | 416     | 2,9     | 22      | 2       | 13        | 101       | 7,8       | 27        | 0         | 0       | 0       |
| 2024                               | HOU   | 11     | 0      | 40      | 293     | 7,3     | 92      | 2       | 2         | 2         | 1,0       | 1         | 0         | 1       | 0       |
| Total                              | Total | 38     | 20     | 405     | 1648    | 4,1     | 92      | 8       | 45        | 268       | 6,0       | 27        | 1         | 5       | 2       |
| Quelle: pro-football-reference.com |       |        |        |         |         |         |         |         |           |           |           |           |           |         |         |